# Antoni Ramallets
Antoni Ramallets Simón (Barcellona, 1º luglio 1924 – Vilafranca del Penedès, 30 luglio 2013) è stato un calciatore e allenatore di calcio spagnolo, di ruolo portiere.
Trascorse la maggior parte della sua carriera al CF Barcellona. Ramallets vinse il Trofeo Zamora, premio assegnato al portiere meno battuto della Primera División, per cinque volte tra gli anni cinquanta e i primi anni sessanta. Giocò sia con la maglia della nazionale spagnola che con quella della Catalogna. Dopo il ritiro dall'attività allenò Real Valladolid, Real Saragozza e Real Murcia.

## Carriera

### Club
Ramallets firmò per il CF Barcellona nel 1946, all'età di 23 anni. Quindi trascorse la stagione 1946-1947 in prestito al Real Valladolid. Tornò al Barcellona al termine del campionato, ricoprendo il ruolo di riserva di Velasco. Fece il proprio debutto nella Primera División in una partita vinta per 2-1 sul Siviglia, il 28 novembre 1948. Benché questa fosse la sola presenza fatta nel campionato 1948-1949, nelle stagioni seguenti, complice l'infortunio di Velasco, si affermò come portiere titolare dei Blaugrana. Fu un importante membro della squadra anni cinquanta del Barcellona, che includeva tra gli altri Joan Segarra, Marià Gonzalvo, Ladislao Kubala, Sándor Kocsis, Evaristo, Luisito Suárez e Zoltán Czibor. Durante la carriera da calciatore realizzò un totale di 538 presenze, incluse 288 nella Primera División col Barça. In occasione del suo ritiro, il 6 marzo 1962, il CF Barcellona giocò una gara in suo onore contro l'Amburgo, vincendola 5-1.

### Nazionale
Tra il 1950 e il 1961 Ramallets giocò anche 35 partite per la Spagna, facendo il proprio esordio in una partita con il Cile il 29 giugno 1950, durante i Mondiali. In quel torneo si guadagnò il soprannome di Gato del Maracanã. Ramallets prese parte anche a 7 match della nazionale catalana.

## Palmarès

### Giocatore

#### Club

##### Competizioni nazionali
- Campionato spagnolo: 6

Barcellona: 1947-1948, 1948-1949, 1951-1952, 1952-1953, 1958-1959, 1959-1960
- Coppa di Spagna: 4

Barcellona: 1951, 1952, 1952-1953, 1957
- Coppa Eva Duarte: 3

Barcellona: 1949, 1952, 1953

##### Competizioni internazionali
- Coppa delle Fiere: 2

Barcellona: 1958, 1960
- Coppa Latina: 2

Barcellona: 1949, 1952

#### Individuale
- Trofeo Zamora: 5 (record condiviso con Víctor Valdés e Jan Oblak)

1952, 1956, 1957, 1959, 1960